# ام‌وی تریکالر
ام‌وی تریکالر (به انگلیسی: MV Tricolor) یک کشتی بود که طول آن ۱۹۰ متر (۶۲۰ فوت) بود. این کشتی در سال ۱۹۸۷ ساخته شد.